# Braula coeca

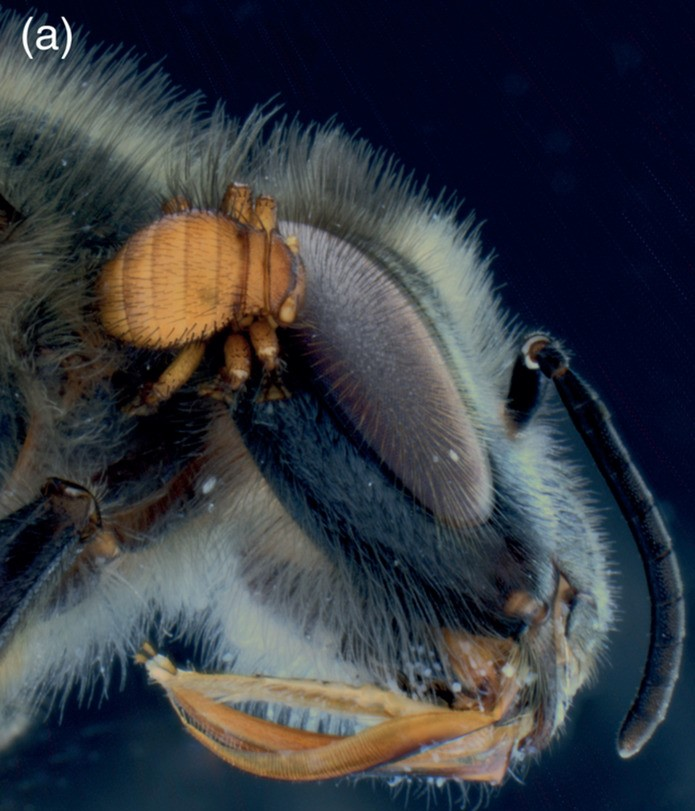
Braula coeca en cabeza de abeja

Braula coeca es una especie de díptero braquícero de la familia Braulidae, sin alas, casi irreconocible como una mosca. Se comporta como comensal de Apis mellifera. Vive en el cuerpo de las abejas y roba alimento (néctar) de su anfitrión o huésped.
La familia Braulidae contiene dos géneros, Braula y Megabraula, que engloban ocho especies (véase Papp 1984, Huttinger 1980, Grimaldi y Underwood 1986).[cita requerida]
En Europa fue mencionada por Réaumur en 1740, que estudió su relación con la abeja melífera. En la década de 1920 ciertos autores describieron el ciclo de vida de la especie. Este parásito ataca a abejorros y abejas melíferas, llegando a encontrarse sobre abejas reinas (Smith 1978). 
Fue introducido en Estados Unidos desde Europa con los primeros envíos de colmenas de abejas melíferas.
Sobre el daño que causa, hay diferencias según los autores. Algunos opinan que es bajo, otros autores opinan lo contrario. Las larvas son problemáticas porque dañan el aspecto de la miel. Los apicultores practican control mecánico eliminando las larvas de Braula al desopercular los panales antes de la extracción. 
Se usa el control químico en Europa y Asia, donde se controla con los mismos acaricidas utilizados en el control de Varroa.

## Distribución geográfica
Esta mosca se ha extendido por:
- África: Congo, Egipto y Marruecos.
- Asia: India y la Unión Soviética.
- Australia: Tasmania.
- Europa: en la mayor parte.
- América del Sur: Argentina, Chile, Brasil, Trinidad y Trinidad y Tobago, Venezuela.
- Estados Unidos: Alabama, Delaware, Illinois, Maryland, Minnesota, York, Carolina del Norte, Ohio, Pensilvania, Tennessee, Virginia, Virginia del oeste, y Wisconsin (Smith y Caron 1985). En Florida se sabe solamente de un solo espécimen recogido en una abeja reina.

## Identificación
- Huevo: Los huevos son blancos, con forma oval y dos rebordes laterales planos, paralelos al eje mayor del huevo. Imms (1942) divulgó que la longitud media, sin los rebordes, es de 0,78 a 0,81 mm y el ancho de 0,28 a 0,33 mm. Incluyendo los rebordes, un huevo típico midió 0,84 mm por 0,42 mm. Los huevos son depositados en varios lugares en una colmena, en celdas vacías, de los cuadros de cría, o en la cera roída que suele haber en el piso de una colonia. El período de incubación los huevos varía entre dos días durante el verano y 7,4 días durante el invierno.
- Larva: Las larvas emergen de los huevos comenzando a construir un túnel debajo de los opérculos y a veces en las paredes y el fondo de las celdas de los panales. Estos túneles muestran los cuadros infestados como si tuvieran finas fracturas. Las larvas se alimentan de la miel y del polen dentro de los túneles en la cera. Las larvas tardan entre 7,1 y 10,8 días en terminar de desarrollarse, dependiendo de la estación del año.
- Pupa: la prepupa tarda de 1 a 2,7 días y su coloración es blanca cremosa. Las pupas son blancas o amarillentas de 1,4 a 1,7 mm de largo por 0,5 a 0,75 mm de ancho.
- Adulto: El adulto tiene ojos rudimentarios sobre las antenas que aparecen como puntos pálidos en la superficie de la cutícula rodeados por anillos quitinosos pigmentados más oscuros. No hay rastro de alas o de balancines. El tarso tiene cinco segmentos; cada segmento terminal contiene una estructura tipo peine, dividida en el centro, con un número variable de dientes. Los peines permiten que Braula se aferre firmemente al anfitrión.

### Fotografías
- Vista frontal de Braula coeca
- Tarso con peines para adherirse al huésped
- Dibujo de vista superior del piojo
- Foto superior de Braula coeca

- Datos: Q729217
- Multimedia: Braula coeca / Q729217